# Rutshurufloden
Rutshurufloden (fransk: Rivière Rutshuru) er en flod der løber i den østlige del af Demokratiske Republik Congo, og afvander Mutandasøen ved foden af Virungabjergene i Uganda, og løber nordpå ud i Rutanzigesøen (tidligere Edwardsøen). I det meste af sin længde løber den gennem Rutshuru-territoriet i Nord-Kivu-provinsen.

## Flodens løb
Rutshuru betragtes som den højest liggende kilde til Nilen. Bunyonyisøen, der har en overfladehøjde på 1.962 moh. får vand fra Kabirita-floden i Rwanda og fra mange bifloder i de omkringliggende bakker, som når højder på 2.200 til 2.478 moh.
Bunyonisøen løber ud i Ruhuhuma-sumpen i dens nordlige ende. Den østlige del af denne sump løber ind i det øvre løb af Ishashafloden, mens den vestlige del afvandes til Mutandasøen i en højde på 1.800 moh.
Mutandasøen udmunder fra sit sydvestlige hjørne gennem Kako-floden og Tshengere-sumpen ind i Rutshuru.
På et tidspunkt lå det, der nu er Kivusøen, i Rutshuru-flodens afvandingsområde. Vulkanudbrud i slutningen af den pliocæne epoke skabte Virunga-bjergene og blokerede denne del af afvandingsbassinet. Inde i bassinet steg vandet og dannede Kivusøen, og løb til sidst over i den sydlige ende for at løbe ud i Tanganyikasøen.
I dens nedre del løber floden gennem den centrale del af Virunga National Park.
Rutshuru, Rwindi og Ishasha-floderne danner sumpe og græsarealer syd for Rutanzige-søen.
Floden er hjemsted for flokke af flodheste. I 2007 var der omkring 115 flodheste per kilometer af savannen og græssteppen langs Rutshuru-floden.